# Ernährungs- und Landwirtschaftsorganisation der Vereinten Nationen
Die Ernährungs- und Landwirtschaftsorganisation der Vereinten Nationen (englisch Food and Agriculture Organization of the United Nations, FAO; französisch Organisation des Nations Unies pour l’alimentation et l’agriculture, ONUAA), im deutschen Sprachraum auch als Welternährungsorganisation bezeichnet, ist eine Sonderorganisation der Vereinten Nationen mit Sitz in Rom.
Sie hat die Aufgabe, Produktion und Verteilung von landwirtschaftlichen Produkten im Allgemeinen und Nahrungsmitteln im Besonderen weltweit zu verbessern, um die Ernährung sicherzustellen und den Lebensstandard zu verbessern. Zu diesem Zweck hat sie z. B. den Codex Alimentarius entwickelt, der internationale Standards für die Lebensmittelsicherheit definiert.

## Aufgaben und Ziele
Die Aufgaben und Ziele sind in einer eigenen Verfassung festgelegt, genauer in deren Präambel. Die wichtigsten sind:
- Anhebung des Ernährungs- und Lebensstandards der Völker
- Verbesserung der Erzeugung und Verteilung der Nahrungsmittel
- Verbesserung der Lebensbedingungen der ländlichen Bevölkerung
- Beitrag zur Entwicklung der Weltwirtschaft und damit zur Befreiung der Menschen vom Hunger

Dabei darf sich die FAO nicht in die politischen Verhältnisse ihrer Mitgliedsstaaten einmischen.
Das wichtigste Mittel, um diese Aufgaben wahrzunehmen, ist die technische Hilfeleistung, vor allem für weniger entwickelte Regionen, also etwa die Vermittlung von technischem Know-how zur Produktion von Nahrungsmitteln. In der Realität stellen sich diesem gewollten Technologietransfer allerdings zahlreiche Probleme in den Weg, allen voran geltende Patente, die die freie Weitergabe von Wissen verbieten, darüber hinaus auch widrige politische Verhältnisse in den Empfängerregionen, sowie die kulturellen Unterschiede zwischen ländlich geprägten und industrialisierten Regionen.
Betrachtet man die Aufgabenbereiche, so sieht man, dass es zu etlichen Überschneidungen mit den Aufgabenbereichen anderer UN-Sonderorganisationen kommt, was Konflikte etwa mit der WHO und der Weltbank nach sich ziehen kann. Mit der Agenda 2030 kommt der FAO eine zentrale Rolle bei der Erreichung der Nachhaltigkeitsziele (SDG) zu.

## Geschichte
Als Vorgänger kann das von 1905 bis 1948 bestehende „Internationale Landwirtschaftsinstitut“ mit Sitz in Rom angesehen werden.
Der Vorschlag zur Gründung der Organisation wurde 1943 während einer UN-Konferenz in Hot Springs (USA) eingebracht. Diesem Vorschlag folgend wurde ein Ausschuss gebildet und damit beauftragt, die Gründung der neuen Organisation vorzubereiten.
Zwei Jahre später, am 16. Oktober 1945, unterzeichneten die ersten 42 Mitgliedsstaaten in Québec (Kanada) die Gründungsurkunde. Die FAO war damit eine neue offizielle Teilorganisation der United Nations und hatte ihren Sitz (bis 1951) in Washington D.C. (USA). An den Gründungstag erinnert seitdem jährlich der auch „Welthungertag“ genannte Welternährungstag als UNO-Gedenktag. 1951 übersiedelte die FAO von Washington D.C. nach Rom.
Während der 1950er und 1960er Jahre war die Organisation Teil von weitreichenden Bestrebungen, die landwirtschaftliche Produktion anzukurbeln. In Sachen Ernährung verschrieb sich die FAO lange der Sache des Proteinmangels und förderte u. a. Milchproduktion und proteinreiche Zusatzernährung, ohne allerdings die grundlegenden Probleme der Ernährungsversorgung lösen zu können. Allerdings sind viele Aspekte der Geschichte der FAO noch unerforscht.
Seit 2008 läuft ein Programm zur Reformierung der Organisation.

## Mitglieder
Da die Organisation zu den so genannten „autonomen Sonderorganisationen“ der UN gehört, sind Staaten, die Mitglieder der UN sind, nicht auch automatisch Mitglieder der FAO. Auch ist es möglich – und schon passiert –, dass Staaten Mitglied werden, die nicht Mitglied der UN sind. Zu Beginn (1945) hatte die FAO 42 Mitgliedsstaaten, heute (2014) sind 194 Staaten sowie der Staatenverbund „Europäische Union“ Mitglieder.
Wird ein Staat Mitglied der FAO, so geht er damit Verpflichtungen ein (siehe „Aufgaben und Ziele“). Um umfassende internationale Statistiken und Datenbanken erstellen zu können, verpflichtet die FAO die Staaten außerdem, ihr Daten zu liefern, vor allem zu den Bereichen Ernährung, Land- und Forstwirtschaft.

## Tätigkeitsfelder
Die Aktivitäten umfassen vier Gebiete:
- Die FAO fungiert als Wissensnetzwerk. Pflanzen- und Forstwissenschaftler, Fischerei- und Viehhaltungsspezialisten, Ernährungswissenschaftler, Sozialwissenschaftler, Ökonomen, Statistiker und andere Fachkräfte sammeln, analysieren und verbreiten Daten. Die Website der FAO wird eine Million Mal im Monat aufgerufen. Die FAO veröffentlicht Hunderte von Newslettern, Berichten und Büchern, Magazinen, CD-ROMs und elektronisches Datenmaterial. Auch betreibt die FAO einige Online-Communities, wie z. B. das auf Projekte der ICT-Anwendung in der Landwirtschaft ausgerichtete e-Agriculture oder das auf Fragen der Ernährungssicherheit spezialisierte FSN Forum.

- Die FAO berät Mitgliedsstaaten bei der Agrar- und Entwicklungspolitik.

- Die FAO bietet ein Forum für Politiker und Experten aus aller Welt, um über wichtige internationale Ernährungs- und Landwirtschaftsfragen zu beraten.

- Die FAO betreut Tausende von Projekten in der ganzen Welt. Sie mobilisiert und verfügt über Millionen von Dollar von Industrieländern und Entwicklungsbanken. Die FAO bietet technisches Wissen und in einigen Fällen auch finanzielle Unterstützung. In Krisenfällen arbeitet sie mit dem Welternährungsprogramm und anderen humanitären Organisationen zusammen.

## Organisationsstruktur

### Die Konferenz
Das oberste Organ der FAO ist die Konferenz. Sie tritt im Regelfall alle zwei Jahre zusammen (auch Sondersitzungen sind möglich) und wählt den Generaldirektor für eine Amtszeit von sechs Jahren (wobei jeder Mitgliedsstaat eine Stimme hat). Ihre Haupttätigkeit besteht darin, über den Haushalt der Organisation zu bestimmen sowie über ihr Arbeitsprogramm.

### Der Rat und der Ratsvorsitzende
Zwischen den Sitzungen der Konferenz übt der FAO-Rat die Kontrollfunktion über die Organisation aus. Er besteht aus 49 Repräsentanten der Mitgliedsstaaten, deren Amtszeit drei Jahre beträgt und die zweimal pro Jahr zusammentreten. Die Arbeit des Rates wird von Ausschüssen, Kommissionen, Gremien, Arbeitsgruppen und Experten-Panels unterstützt. Wie der Rat eine Aufsichtsfunktion wahrnimmt, so kann der Vorsitzende des Rates (independent chairman of the council) in etwa mit einem Aufsichtsratsvorsitzenden verglichen werden.

### Das Sekretariat und der Generaldirektor
Das Sekretariat ist das ausführende Organ; der Generaldirektor ist der Leiter des Sekretariats. Er wird von einem stellvertretenden Generaldirektor unterstützt.
Das Sekretariat ist folgendermaßen aufgebaut:
- „Büro des Generaldirektors“
  - Sieben „Hauptabteilungen“ (Departments); jeweils untergliedert in „Divisionen“, diese jeweils untergliedert in „Services“.
  - Die fünf über die verschiedenen Kontinente verstreuten Regionalbüros sind ebenfalls dem Generaldirektor (direkt) unterstellt.

Die sieben Hauptabteilungen (Departments):
- „Technische“ Hauptabteilungen
  - für Wirtschafts- und Sozialpolitik
  - für Landwirtschaft
  - für Fischerei
  - für Forstwesen
  - für Entwicklung
- Hauptabteilung für Verwaltung und Finanzen
- Hauptabteilung für allgemeine Angelegenheiten

Dazu kommen noch etliche andere Einheiten und Programme, die ebenfalls dem Generaldirektor unterstehen.
| Nr. | Direktor               | Land                   | Amtszeit                                    |
| --- | ---------------------- | ---------------------- | ------------------------------------------- |
| 1   | John Boyd Orr          | Vereinigtes Königreich | Oktober 1945 – April 1948                   |
| 2   | Norris E. Dodd         | Vereinigte Staaten     | April 1948 – Dezember 1953                  |
| 3   | Philip Vincent Cardon  | Vereinigte Staaten     | Januar 1954 – April 1956                    |
| 4   | Herbert Broadley       | Vereinigtes Königreich | geschäftsführend April 1956 – November 1956 |
| 5   | Binay Ranjan Sen       | Indien                 | November 1956 – Dezember 1967               |
| 6   | Addeke Hendrik Boerma  | Niederlande            | Januar 1968 – Dezember 1975                 |
| 7   | Edouard Saouma         | Libanon                | Januar 1976 – Dezember 1993                 |
| 8   | Jacques Diouf          | Senegal                | Januar 1994 – Dezember 2011                 |
| 9   | José Graziano da Silva | Brasilien              | Januar 2012 – Juli 2019                     |
| 10  | Qu Dongyu              | Volksrepublik China    | seit August 2019                            |

### Büros und Beschäftigte
Außer dem Hauptsitz in Italien ist die FAO in weiteren 130 Ländern vertreten.
Im Jahr 1980 hatte die Organisation 7.500 ständig Bedienstete, von denen rund die Hälfte in Rom arbeitete. Am 1. April 2011 beschäftigte die FAO 3.691 Festangestellte.

## Programme
Mit ihrer Kampagne Edible Insects zielt die FAO darauf, in tropischen und subtropischen Regionen Insekten als Lebensmittel zu etablieren und eine entomophagische Ernährung zu fördern, um den Mangel an tierischem Eiweiß zu beheben. Zudem biete die Insektenzucht wirtschaftliche Chancen für die einheimische Bevölkerung, da sie in kleinem Rahmen ohne viel technischen Aufwand betrieben werden kann. Die Produkte lassen sich auf den lokalen Märkten verkaufen und verschaffen den Kleinzüchtern eine wichtige Einkommensquelle.
Das Programm Globally Important Agricultural Heritage Systems (GIAHS bzw. SIPAM) wurde 2002 auf dem Weltgipfel für nachhaltige Entwicklung in Johannesburg gegründet. Die übergeordneten Ziele sind die Identifizierung und der Schutz global wichtiger Systeme des landwirtschaftlichen Kulturerbes. 2005 erfolgte der erste Eintrag in die Liste. Derzeit (Stand: August 2024) umfasst sie insgesamt 86 Systeme in 26 Ländern; weitere 10 Systeme aus 6 verschiedenen Ländern sind nominiert.

## Finanzierung
Die Organisation hat erstens einen ordentlichen Haushalt aus Geldern der Mitgliedsstaaten, darüber hinaus auch noch einen beträchtlichen außerordentlichen Haushalt aus Geldern v. a. der UN.
Den ordentlichen Haushalt finanzieren die Mitgliedsstaaten je nach der Größe ihres Sozialprodukts. Im Gründungsjahr der FAO, 1945, betrug er 2 Millionen Dollar, 1978 überstieg er bereits 200 Millionen Dollar.
Das Jahresbudget der FAO 2018–19 betrug 2,6 Mrd. US-Dollar. 39 % stammten aus regulären Beiträgen, 61 % waren freiwillige Beiträge von Mitgliedsländern und anderen Organisationen.

## Kritik an der FAO
Ernährungsexperten von Entwicklungsorganisationen wie Brot für die Welt, GRAIN und FIAN beklagten 2013/2014, dass die Berichte der FAO über die Erfolge bei der Bekämpfung des Hungers teilweise auf unrealistischen Statistiken beruhten. Beispielsweise würde der für manche Berechnungen zugrundegelegte Bedarf an Nahrungsenergie zu niedrig angesetzt, regionale Erfolge in der Bereitstellung von Lebensmitteln (China und Vietnam) würden verdecken, dass in vielen Ländern keine wesentlichen Fortschritte zu verzeichnen seien, und auch schwere, aber nur temporär bestehende Versorgungskrisen würden nicht angemessen berücksichtigt. Auch würden durch die FAO, entgegen ihren Bekenntnissen zur Förderung von Familienbetrieben, auch industriell geführte Großbetriebe mit entsprechenden sozialen und ökologischen Verwerfungen gefördert.
Unter der Amtszeit des Chinesen Qu Dongyu seit 2019 soll die FAO einseitig auf die Interessen des Staates ausgerichtet worden sein. Es gehe dabei um Lieferungen von in Europa verbotener Pestizide, die mehrheitlich von dem chinesischen Agrochemiekonzern Syngenta stammen sollen, UN-Projekte im Einklang mit Chinas "Neuer Seidenstraße" sowie fragwürdige Investitionsvorhaben.